# ردهة مشاهير

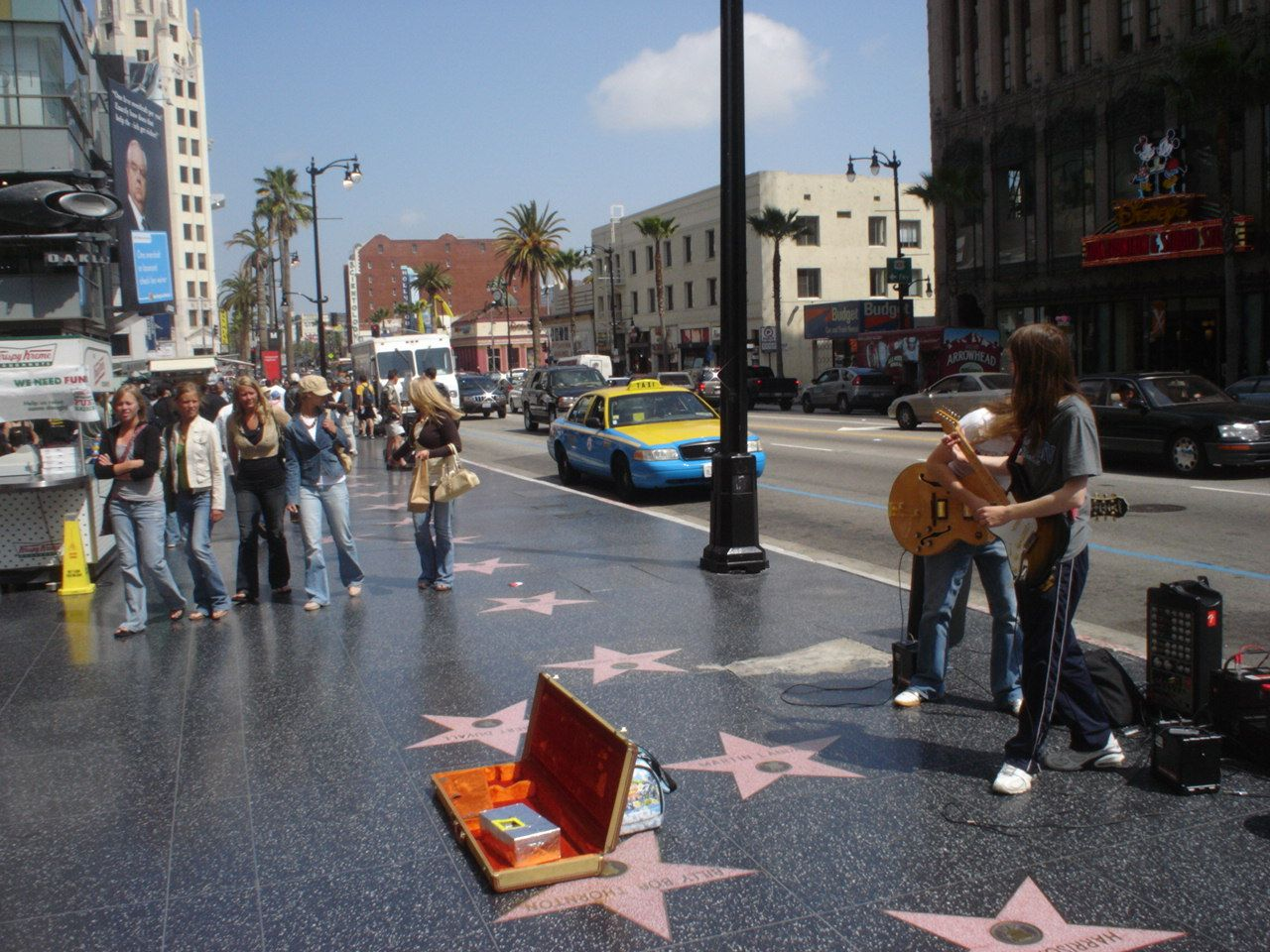
ممر الشهرة في هوليوود في لوس انجلس

ردهة المشاهير أو ساحة الشهرة أو قاعة المشاهير هو نوع من أنواع المتاحف التي أُنشئت لتكريم وحفظ مكانة إنجازات في مجال معين، والذين يتم اختياره في العادة من لجنة من الحكام.

## انظر ايضا
- قاعة شرف العمل